# Associazione Calcio Treviso 1970-1971
Questa voce raccoglie le informazioni riguardanti l'Associazione Calcio Treviso nelle competizioni ufficiali della stagione 1970-71.

## Rosa
| N. |                   | Ruolo | Calciatore          |
| -- | ----------------- | ----- | ------------------- |
|    | Italia (bandiera) | C     | Enrico Alberti      |
|    | Italia (bandiera) | C     | Giorgio Belligrandi |
|    | Italia (bandiera) | C     | Renato Bellina      |
|    | Italia (bandiera) |       | Braghetto           |
|    | Italia (bandiera) | A     | Roberto Cei         |
|    | Italia (bandiera) | D     | Rodolfo Cimenti     |
|    | Italia (bandiera) | C     | Silvano Colusso     |
|    | Italia (bandiera) | D     | Walter Frandoli     |
|    | Italia (bandiera) |       | Furlanetto          |
|    | Italia (bandiera) | P     | Paolo Galli         |
|    | Italia (bandiera) |       | Guidetti            |
|    | Italia (bandiera) | C     | Claudio Lanciaprima |
|    | Italia (bandiera) | A     | Luciano Magistrelli |

| N. |                   | Ruolo | Calciatore          |
| -- | ----------------- | ----- | ------------------- |
|    | Italia (bandiera) | C     | Angelo Mazzon       |
|    | Italia (bandiera) | C     | Francesco Paladin   |
|    | Italia (bandiera) | A     | Giovanni Pedroni    |
|    | Italia (bandiera) | A     | Giacomo Perego      |
|    | Italia (bandiera) | C     | Lorenzo Righi       |
|    | Italia (bandiera) | A     | Corrado Semenzin    |
|    | Italia (bandiera) | C     | Maurizio Simonato   |
|    | Italia (bandiera) | D     | Alessandro Sirena   |
|    | Italia (bandiera) | P     | Gianni Storto       |
|    | Italia (bandiera) | P     | Bernardo Tosin      |
|    | Italia (bandiera) | A     | Domenico Zambianchi |
|    | Italia (bandiera) |       | Zanatta             |
|    | Italia (bandiera) | D     | Mario Zathila       |